# Hubbsina turneri
Hubbsina turneri – gatunek ryby z rodziny żyworódkowatych (Goodeidae), jedyny przedstawiciel rodzaju Hubbsina. Występuje endemicznie w Meksyku.